# Paradigma de Posner
El Paradigma de Posner, también conocido como tarea de Posner o paradigma de costes-beneficios, es una prueba neuropsicológica que se usa a menudo para evaluar la atención. Formulada por Michael Posner, la tarea evalúa la capacidad de un individuo para realizar un cambio de atención. Se ha utilizado y modificado para evaluar trastornos, lesiones cerebrales focales y los efectos de ambos en la atención espacial.

## Método
La tarea de localización especial de Posner se ha utilizado para medir los tiempos de reacción manual y movimientos del ojo a los estímulos para investigar los efectos de orientación oculta de la atención en respuesta a diferentes condiciones de localización.
En el paradigma general, los observadores están sentados frente a una computadora situada a la altura de los ojos. Se les indica que se fijen en un punto central de la pantalla, marcado por un punto o una cruz. A la izquierda y la derecha del punto hay dos cajas. Durante un breve periodo, se presenta una señal en la pantalla. Seguido de un breve intervalo después de que se elimina la señal, aparece un estímulo objetivo, generalmente una forma, ya sea en el caja de la izquierda o la derecha.  El observador debe responder al objetivo inmediatamente después de detectarlo. Para medir el tiempo de reacción (TR), se coloca un mecanismo de respuesta frente al observador, generalmente un teclado de computadora que se presiona al detectar un objetivo. Después de un intervalo entre 2500 y 5000 ms, el paradigma se repite completo para un número de ensayos predeterminados por el experimentador. Este paradigma parece ser muy efectivo en la refundación de la asignación de atención.

### Señales
Se utilizan dos tipos de señales principales para analizar la atención según el tipo de entrada visual. Una señal endógena se presenta en el centro de la pantalla, generalmente en la misma ubicación que el centro de enfoque. Es una flecha u otra señal direccional que apunta a la caja izquierda o a la derecha de la pantalla. Esta señal se basa en la entrada del campo visual central. Una señal exógena se presenta fuera del centro de enfoque, generalmente resaltando el cuadro izquierdo o derecho presentado en la pantalla. Una señal exógena también puede ser un objeto o una imagen en la periferia, a varios grados de distancia del centro, pero aún dentro del ángulo visual. Esta señal se basa en la entrada visual del campo visual periférico.

### Pruebas válidas e inválidas
Posner diseñó un esquema usando señales válidas e inválidas a través de intentos. En intentos válidos, el estímulo se presenta en el área indicada por la señal. Por ejemplo, si la señal era una flecha apuntando hacia la derecha, el estímulo posterior, en efecto, aparecía en la caja en la derecha. Por el contrario, en intentos inválidos, él estímulo se presenta en el lado opuesto de lo que indica la señal. En este caso,la flecha apuntaba a la derecha (dirigiendo la atención hacia la derecha), pero él estímulo, aprecia en la caja en la izquierda. Posner usaba un radio de 80% de pruebas o intentos válidos y un 20% de pruebas inválidas en su estudio original. El observador aprende qué usualmente, la señal es válida, reforzando la tendencia de dirigir la atención al lado señalado. Algunas pruebas no presentan señales antes de presentar el objetivo. Estas son consideradas como pruebas neutrales. Algunas tareas usan pruebas neutrales que sí presentan señales. Estas pruebas neutrales le dan al participante una idea de cuando él objetivo aparecerá, pero no da ninguna indicación de en qué lado será más probable que aparezca. Por ejemplo, una prueba neutral podría ser una señal de una flecha con dos lados. La comparación entre el desempeño de una prueba neutral, válida o inválida, permite que el análisis de cuales pruebas dirigen la atención hacia un área en particular y beneficia o afecta el desempeño de la atención. Ya que al participante no se le permite mover sus ojos como respuesta a la señal, sino que permanecen fijados en el centro de la pantalla, la diferencia en el tiempo de reacción entre el estímulo del objetivo, es precedido por estas tres condiciones de prueba e indican qué se emplea el encubrimiento de atención dirigida.

### Atención cubierta y encubierta
En algunos estudios en los cuales se usa este paradigma, los movimientos del ojo son rastreados ya sea con sistemas de rastreo de ojo basados en videos o potenciales eléctricos grabados por electrodos que son posicionados alrededor del ojo mediante un proceso llamado electrooculograma (EOG). Este método es usado para diferenciar la atención abierta y encubierta. La atención abierta involucra movimientos directos del ojo conocidos como ‘‘sacádicos’’, para que el ojo, conscientemente, dirija su atención al estímulo de un objetivo. La atención encubierta involucra la atención hacia un objeto sin movimiento ocular significativo, y es él are predominante de interés al usar la prueba de Posner para investigaciones.
Haciendo el 80% de las pruebas válidas y él otro 20% de pruebas, inválidas, Posner alienta a que los cambios encubiertos de atención toman lugar a respuestas de la prueba.
La relación hace que sea beneficioso para un participante desviar la atención hacia la ubicación indicada, ya que sería un predictor preciso la mayor parte del tiempo, dando lugar a una detección y respuesta más rápidas del objetivo.
Cuando vamos a un lugar, incluso sin mirar directamente a este, se facilita el procesamiento y se disminuye el tiempo que necesitamos para responder a la información que está sucediendo en dicho espacio. Esto resulta en una disminución de los tiempos de reacción en la tarea de localización espacial de Posner para los objetivos válidamente indicados, y en los tiempos de reacción más lentos en respuesta a los objetivos indicados de manera no válida:  “Las latencias de detección se reducen cuando los sujetos reciben una señal que indica dónde se producirá la señal en el campo visual” (Posner, Snyder & Davidson, 1980).[cita requerida]
Los cambios de atención encubiertos no solo disminuyen el tiempo de reacción. También resultan en un procesamiento más intenso de los estímulos, y aumentan la probabilidad de que un individuo detecte un evento de umbral cercano que ocurre en la periferia (como una ligera iluminación en una caja en la periferia, que pudo no haberse notado y fue atendida en otra parte).

### Asincronía de inicio del estímulo
El intervalo de tiempo entre el inicio de la señal y el inicio del objetivo se define como la asincronía del inicio de estímulo (SOA). estudio previos que utilizaron esta tarea de localización espacial encontraron que, además de la validez de la señal, las reacciones de comportamiento también se vieron afectadas por la SOA. El efecto de la SOA varía dependiendo de si se utiliza una señal central o periférica.